# Nelson Bornier
Nelson Roberto Bornier de Oliveira (Nova Iguaçu, 14 de janeiro de 1950 — Rio de Janeiro, 11 de abril de 2021) foi um advogado e político brasileiro. Atuou como deputado federal pelo estado do Rio de Janeiro por cinco oportunidades e foi o único prefeito eleito três vezes em Nova Iguaçu.

## Formação
Formado em Bacharel em Direito pela faculdade de Valença (RJ)

## Carreira política

### Deputado federal
Nelson Bornier foi eleito, por cinco vezes, para o cargo de deputado federal pelo estado do Rio de Janeiro. na primeira, em 1990, foi eleito pelo PL para o período de 1991 a 1995.
Na segunda, em 1994, foi eleito pelo PSDB para o mandato de 1995 a 1999, sendo o quarto candidato mais votado do Rio de Janeiro, com mais de cem mil votos. Em 1996, Nelson Bornier renunciou ao cargo de deputado federal para assumir a prefeitura de Nova Iguaçu pela primeira vez.
Em 2002, Bornier foi eleito pelo PL para seu terceiro mandato, de 2003 a 2007, sendo o décimo candidato mais votado do Rio de Janeiro, com cerca de 130 mil votos.
Na quarta vez, foi eleito pelo PMDB para o mandato de 2007 a 2011, sendo o sexto candidato mais votado do Rio de Janeiro, com cerca de 130 mil votos.
Em 2010, recebeu pouco mais de setenta mil votos e não foi eleito para o cargo. Porém, assumiu como suplente, a partir de 18 de fevereiro de 2011, o cargo de deputado federal no período de 2011 a 2015, após o afastamento do deputado Pedro Paulo.
Em 2012, Bornier renunciou, mais uma vez, ao cargo de deputado federal para concorrer à prefeitura de Nova Iguaçu.

### Prefeito de Nova Iguaçu
Bornier foi eleito prefeito de Nova Iguaçu em 1996 em primeiro turno, pelo PSDB, com 56% dos votos válidos, cerca de 180 mil votos. Durante seu primeiro mandato, Nelson Bornier revisou o Plano Diretor de Nova Iguaçu, através da lei municipal 006, de 12 de dezembro de 1997, que, dentre outras determinações, determinava a delimitação do território utilizada até 2008. Neste período, Nova Iguaçu foi beneficiada com a conclusão, pelo governo estadual, das obras da Via Light, em 15 de agosto de 1998, o que modificou radicalmente o Centro da cidade.  Ainda neste período, ocorreu a emancipação do então distrito de Mesquita, através da lei estadual número 3253, de 25 de setembro de 1999.
Em 2000, Bornier foi reeleito, em primeiro turno, com cerca de 204 mil votos, para o mandato de 2001 a 2005. Em 2002, renunciou à prefeitura para candidatar-se novamente a deputado federal, em nome de seu vice, Mário Marques.
Em 2008, Bornier concorreu novamente às eleições municipais, pelo PMDB, tendo desta vez como adversário o então prefeito, Lindberg Farias. O petista venceu as eleições no primeiro turno, com Bornier em segundo, contabilizando mais de 130 mil votos. Bornier sofreu, na ocasião, sua primeira derrota política na cidade em que está localizada sua base eleitoral.
Em 2012, novamente pelo PMDB, Bornier disputou o pleito tendo como principal adversária a então prefeita, Sheila Gama. Bornier venceu o primeiro turno com cerca de 150 mil votos. Cumprindo decisão judicial, a chapa de Bornier sofreu uma mudança a três dias da eleição: a substituição da vice Nicolasina Acarisi, por sua filha, a médica Dani Nicolasina. Nelson Bornier foi eleito, em segundo turno, prefeito de Nova Iguaçu para o período de 2013 a 2017, com cerca de 207 mil votos.
Em 2013, Bornier concedeu um aumento de 102% no seu salário, de sua vice e de seus secretários. O Tribunal de Contas do Rio de Janeiro considerou a medida ilegítima e devido a isso, Bornier decidiu transferir esse valor para a folha do Hospital da Posse.
Em 2016, Bornier foi candidato a reeleição, mas acabou sendo derrotado por seu principal adversário, Rogério Lisboa, no segundo turno.

## Vida pessoal
Nascido a 14 de janeiro de 1950 no Rio de Janeiro, Nelson Bornier era filho do seresteiro Nelson Nunes e de Dalva Bornier. Com sua esposa Lucir, tiveram dois filhos, Flávia e Felipe Bornier, este último também seguiu a carreira do pai e foi deputado federal pelo PROS (4). Além disso, tinha dois netos, de nomes João Felipe e Maria Clara.
Devoto de Santo Antônio e torcedor do Flamengo, Bornier cresceu no bairro do K11, em Nova Iguaçu, com suas irmãs Rosa Maria, Maria Luiza e seus pais. Com 12 anos de idade, começou a trabalhar como office boy no Escritório Rene Granado e antes de formar-se em direito, em 1977, abriu um escritório de contabilidade com sua irmã Rosa, prestando serviços para as principais empresas da cidade, como a Compactor e a Grande Rio. Em janeiro de 2016, seu pai faleceu após um diagnóstico de pneumonia.

## Morte
Bornier morreu em 11 de abril de 2021 no Hospital Badim no Rio de Janeiro, aos 71 anos de idade, de COVID-19.

## Premiações
Em 2016, Bornier venceu a nona edição do Prêmio Sebrae de Prefeito Empreendedor na categoria de Municípios Integrantes do G100.